# Paul Humphreys

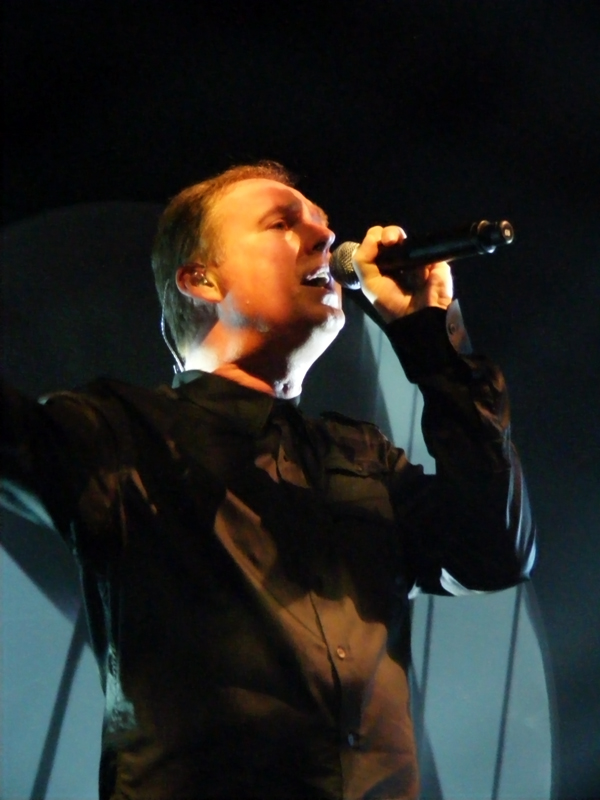
Paul Humphreys (2008)

Paul David Humphreys (* 27. Februar 1960 in London) ist ein britischer Keyboarder, Sänger und Songwriter. Bekannt ist er vor allem als Mitgründer von OMD.

## Leben
Humphreys spielte in den 1970er Jahren in verschiedenen Bands, bevor er 1978 mit Andy McCluskey Orchestral Manoeuvres in the Dark gründete. Humphreys war als Autor an einigen der erfolgreichsten Titeln der Band beteiligt, darunter Souvenir, Locomotion, Talking Loud and Clear und (Forever) Live and Die. Er übernahm gelegentlich auch den Gesang, darunter auch bei den Hitsingles Souvenir und (Forever) Live and Die.  1989 verließ er nach künstlerischen Differenzen zusammen mit Malcolm Holmes und Martin Cooper die Band, die McCluskey erfolgreich alleine weiterführte. Zu dritt gründeten sie The Listening Pool, konnten jedoch auf Grund von vertraglichen Schwierigkeiten erst 1994 ihr erstes Album vorlegen. Der kommerzielle Erfolg blieb aus, woraufhin sich die Band auflöste.
Seit 1996 arbeitete Humphreys mit der deutschen Sängerin Claudia Brücken zusammen, beide waren (bis Anfang 2013) auch privat ein Paar. 2004 gründeten sie das Synthie-Pop-Projekt Onetwo und veröffentlichten 2007 das Album Instead. Im selben Jahr schloss sich Humphreys wieder mit McCluskey zusammen und 2010 erschien das erste gemeinsame OMD-Album seit 1986. 